# Salix vulpina
Salix vulpina är en videväxtart. Salix vulpina ingår i släktet viden, och familjen videväxter.

## Underarter
Arten delas in i följande underarter:
- S. v. alopochroa
- S. v. vulpina